# Тарваярви, Никлас
Никлас Хенрикки Тарваярви (фин. Niklas Henrikki Tarvajärvi, род. 13 марта 1983 года, Туусула, Финляндия) — финский футболист, игравший на позиции нападающего.

## Карьера
Начинал карьеру в финском «Йокерите», сыграл 39 матчей и забил 11 голов. После расформирования клуба в 2004 году провёл 2 сезона в клубе МюПа, в составе которого стал победителем кубка Финляндии в 2004 году и чемпионом Финляндии 2005 года.
Летом 2005 года перешёл в «Херенвен» из Нидерландов. Уходил в аренду из клуба в «Де Графсхап» в сезоне 2007/08 и в «Витесс» в сезоне 2008/09. После этого он ненадолго перешёл в швейцарский «Невшатель Ксамакс». В начале сезоне 2009/10 подписал двухлетний контракт с «Карлсруэ». По окончании контракта вернулся в Нидерланды, перейдя в «Гоу Эхед Иглз».
В апреле 2013 года перешёл в финский РоПС, но уже спустя 10 матчей решил покинуть команду.

## Карьера в сборной
12 марта 2005 года в матче против сборной Кувейта дебютировал за сборную Финляндии. Также вызывался в 2008 и 2009 году, сыграв в каждом году по одному матчу. Итого сыграл 4 матча за сборную, но так и не отличился голами.

## Достижения
МюПа
- Чемпион Финляндии: 2005
- Обладатель Кубка Финляндии: 2004